# Уалата
Уалата (араб. ولاته‎) — древнее укреплённое поселение (ксар), а также небольшой современный город на юго-востоке Мавритании в области Ход-эш-Шарки. Расположен примерно в 80 км к северу от города Нема. Совместно с ксарами Уадан, Шингетти, Тишит является памятником Всемирного наследия ЮНЕСКО.
Считается, что первыми здесь поселились земледельцы и скотоводы, относящиеся к народу сонинке языковой группы манде, их поселение является одним из старейших каменных поселений в Африке. Современный город был основан в XI веке на территории Империи Гана. В 1076 году город был разрушен, но в 1224 году отстроен заново. Уалата стала важным торговым городом, лежащим на транссахарских торговых путях, а также заметным исламским центром.
В начале XXI века в городе создан музей рукописей. Город известен своей традиционной архитектурой.

## Известные уроженцы
- Джиг, Мухаммед эль-Амин ульд – премьер-министр Мавритании (1997-1998)1.

## Галерея

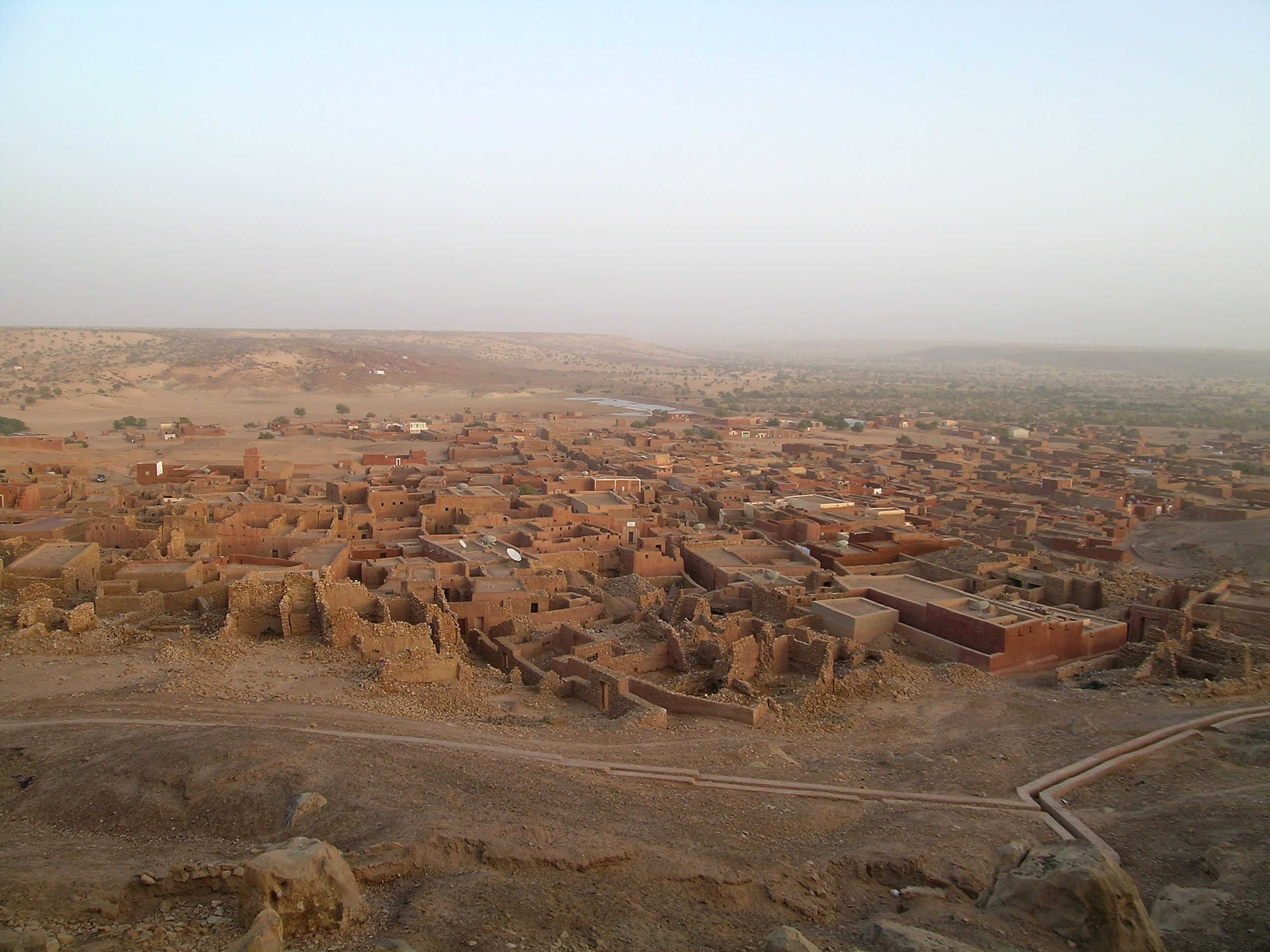
Вид на город с высоты птичьего полёта
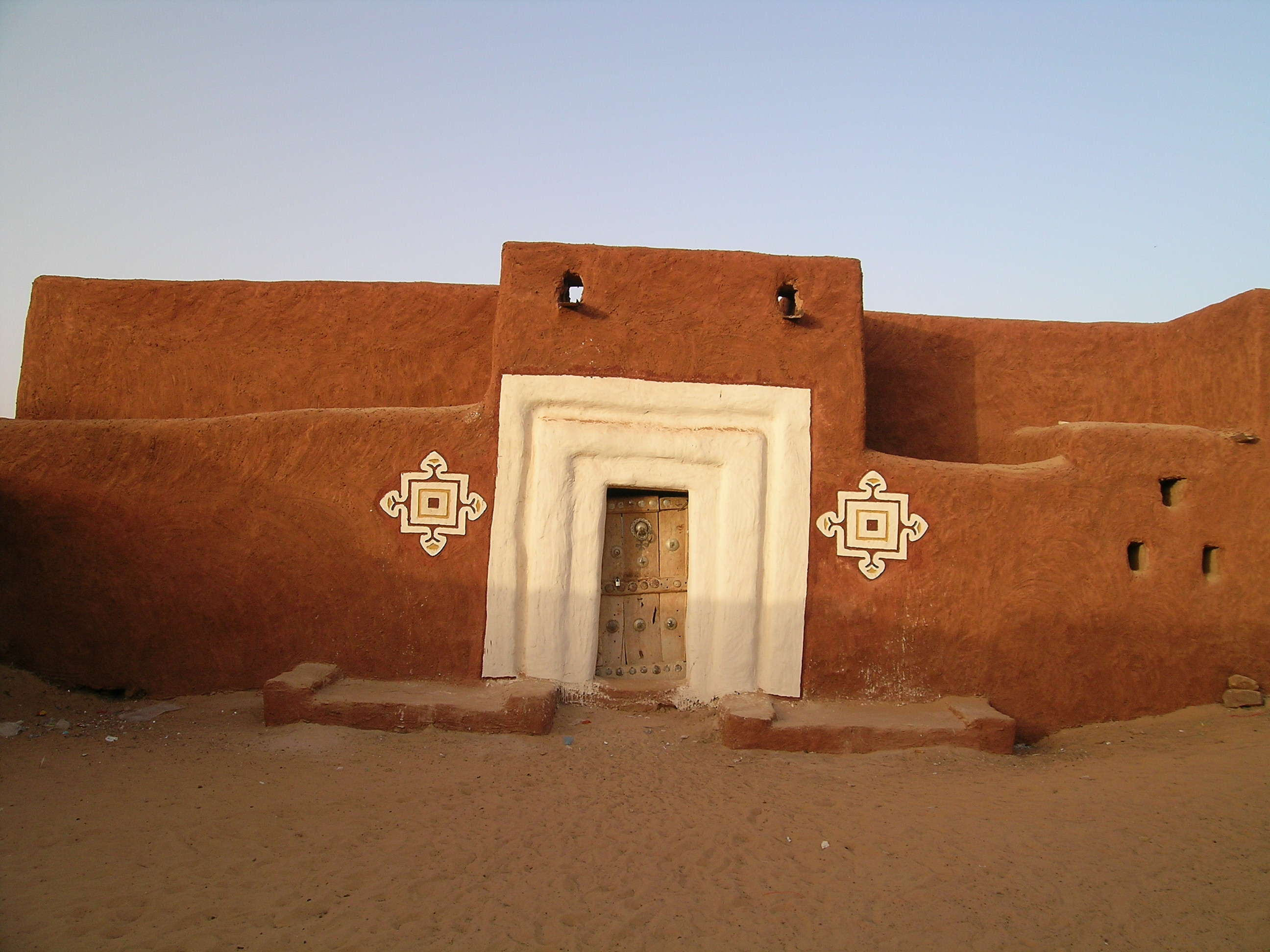
Фасад дома
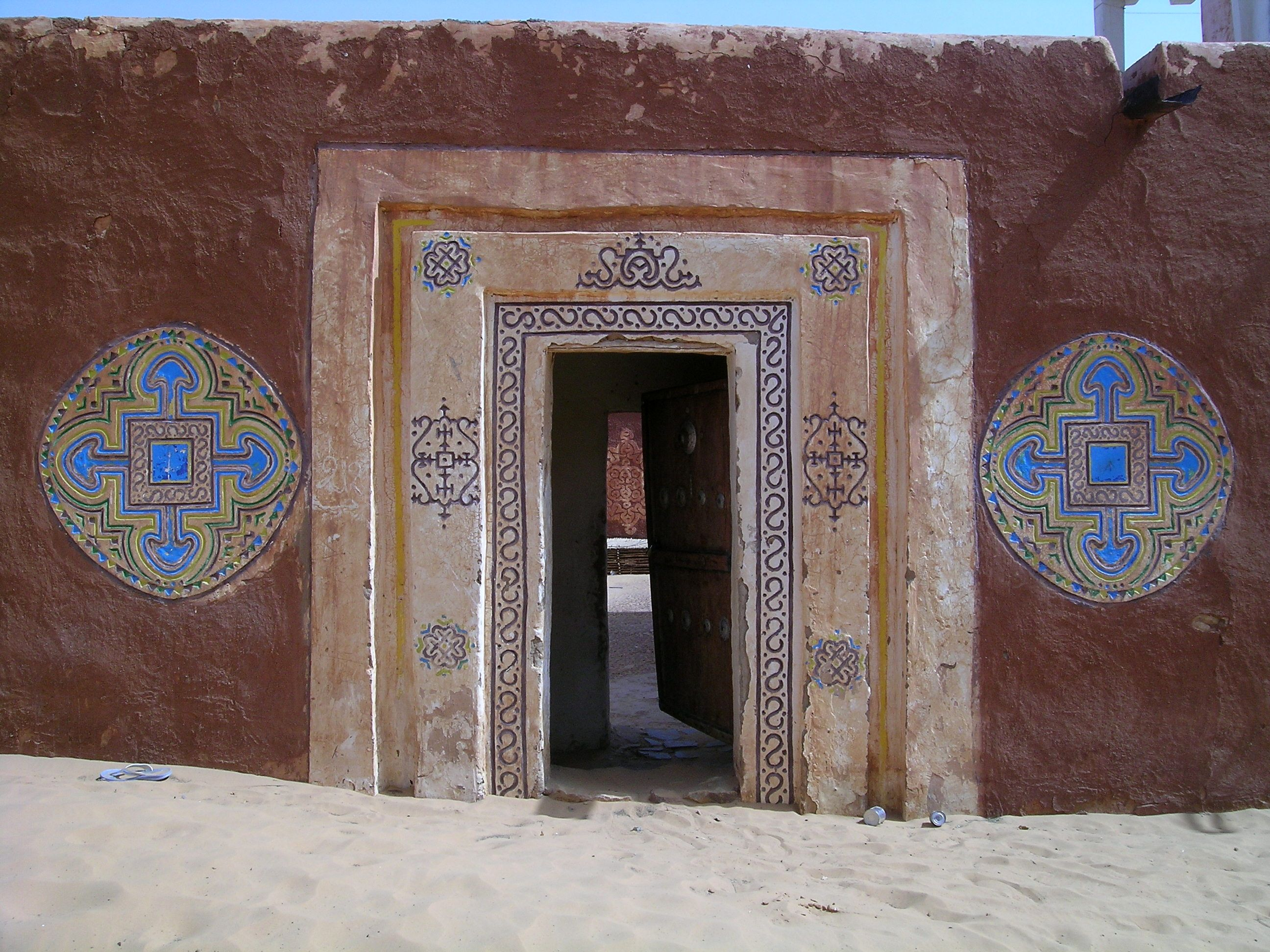
Декорированный вход